# Nudibranchia

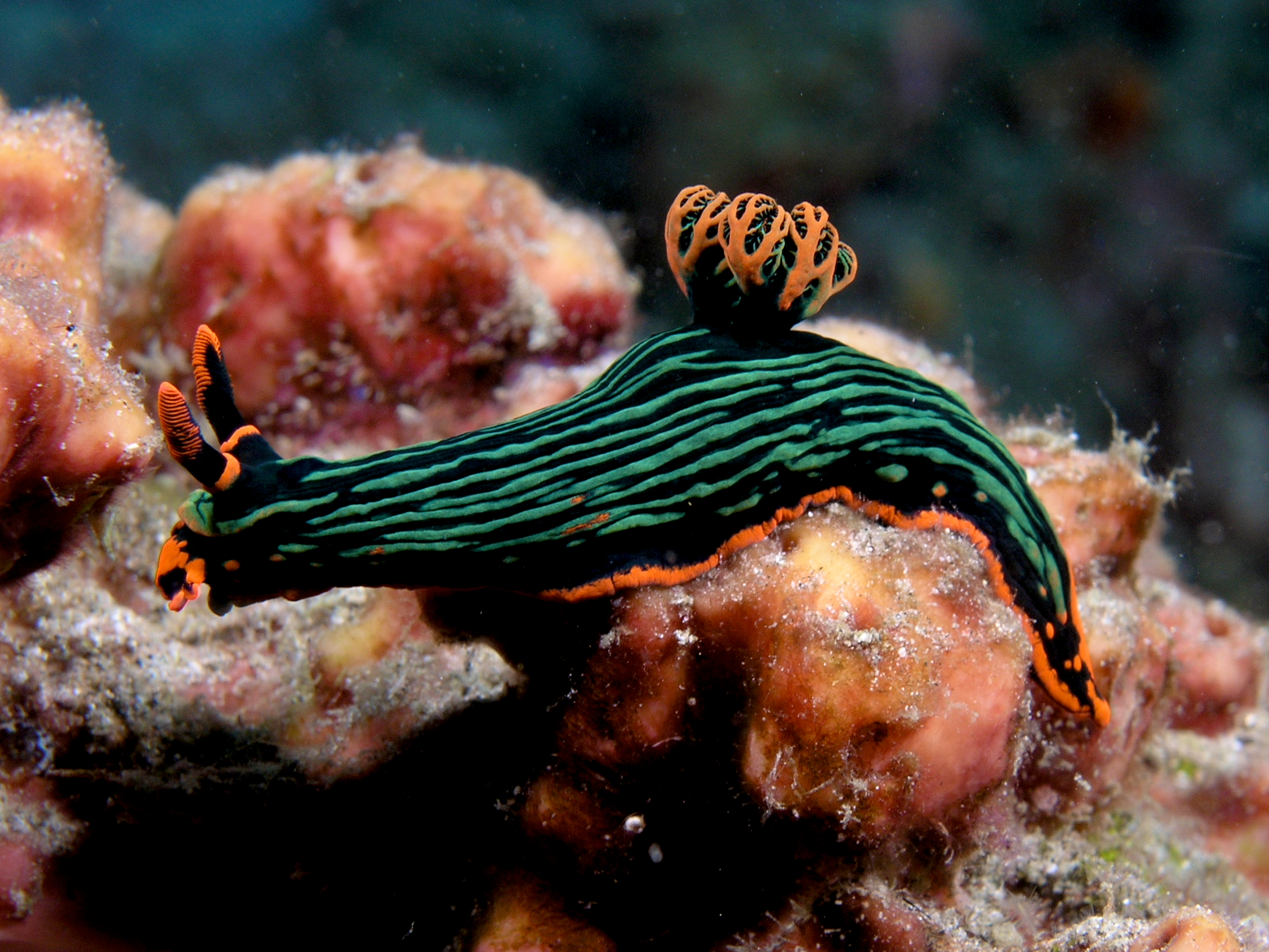
Lesma do mar Nembrotha kubaryana.

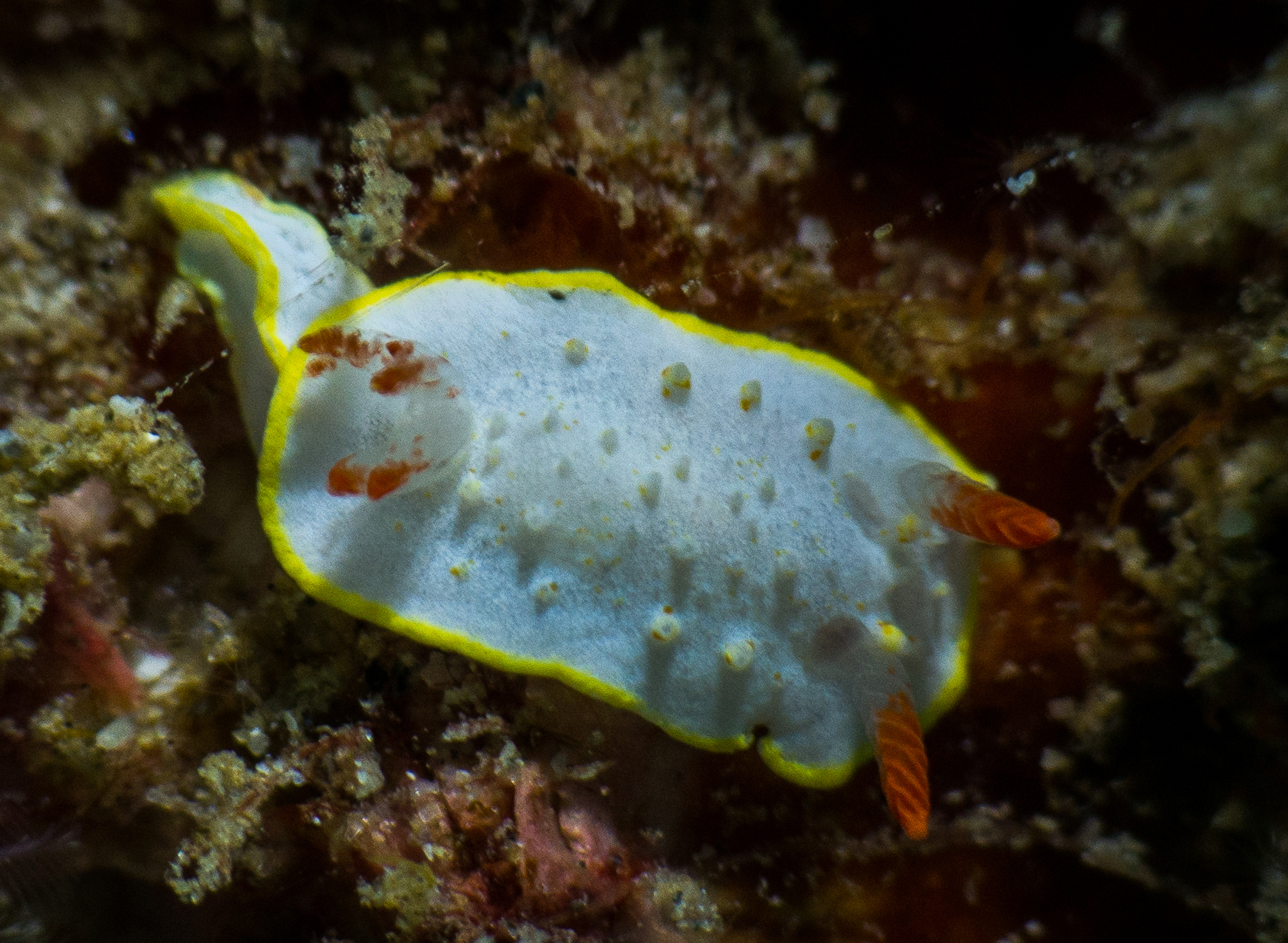
Lesma do mar Diaphorodoris olakhalafi.

Os nudibrânquios constituem uma subordem de moluscos gastrópodes marinhos pertencente à ordem dos opistobrânquios, na qual se encontram, por exemplo, as lesmas-do-mar.
O seu nome advém do latim nudus 'nu' e do grego βράγχια (bránkhia) 'brânquia' por possuirem brânquias desprotegidas. Sua variedade é enorme e chega a atingir 3000 espécies diferentes. Uma característica destes animais é a riqueza da paleta de cores que cobre o seu corpo e que lhes permite uma camuflagem eficaz nos recifes de coral que constituem o seu habitat.
Algumas espécies comem anêmonas e aproveitam os seus arpões urticantes integralmente transferindo-os funcionais para o seu próprio corpo. O mais interessante é que algumas espécies, por não conseguirem nadar com muita velocidade para fugir de predadores, secretam ácido sulfúrico para se protegerem.

## Ecologia

### Visão geral ecológica
Os nudibrânquios são moluscos marinhos do grupo dos gastrópodes que se destacam por sua grande diversidade de formas, cores vibrantes e adaptações ecológicas. Uma de suas principais características é a perda da concha externa, comum a outros moluscos, o que os levou a desenvolver uma variedade de mecanismos alternativos de defesa, como o sequestro de toxinas das presas e colorações de advertência (aposematismo). 
Essas mudanças morfológicas permitiram que os nudibrânquios explorassem diversos ambientes marinhos, desde fundos arenosos e recifes até áreas rochosas e cobertas por algas marinhas. A maioria das espécies são bentônicas, vivendo sobre o substrato e deslocando-se lentamente com o auxílio de um pé muscular.
Nudibrânquios ocorrem em mares de todo o mundo, desde o Ártico, passando por regiões temperadas e tropicais, até o Oceano Antártico ao redor da Antártida. No entanto, são encontrados principalmente no Sudeste Asiático. São quase totalmente restritos à água salgada, embora se saiba que algumas espécies habitam salinidades mais baixas em água salobra.
Todos os nudibrânquios são hermafroditas simultâneos, ou seja, possuem tanto órgãos reprodutivos masculinos quanto femininos. A maioria realiza apenas um evento reprodutivo ao longo da vida, seguido pela morte — a chamada estratégia semelpara. 
Com base no tempo de vida após a fase larval, podem ser agrupados em três tipos ecológicos principais:
- Espécies subanuais: vivem poucos meses e produzem várias gerações por ano. São geralmente pequenas, de coloração críptica, e apresentam populações instáveis. [2]
- Espécies anuais: completam seu ciclo de vida em cerca de um ano. Tendem a ter cores mais vibrantes e se alimentar de presas com populações mais estáveis, como esponjas e tunicados. [2]
- Espécies bianuais: vivem até dois anos antes da reprodução, mas não apresentam diferenças morfológicas marcantes em relação às espécies anuais. [2]

### Movimento e navegação
Nudibrânquios não realizam migrações em larga escala;   a dispersão das espécies ocorre principalmente por meio de suas larvas pelágicas, que se espalham com as correntes marinhas.  Os adultos, por sua vez, se deslocam lentamente sobre o substrato usando o pé muscular, localizado na parte inferior do corpo.  Algumas espécies também conseguem nadar curtas distâncias através de movimentos ondulatórios, embora isso seja incomum. 
Esses animais utilizam estruturas sensoriais para navegar e interagir com o ambiente. Os rinóforos, projeções localizadas na cabeça, funcionam como órgãos quimiossensoriais, detectando substâncias químicas na água. Isso permite que encontrem alimento e parceiros.  Também usam tentáculos orais para perceber o ambiente ao redor, combinando estímulos táteis e químicos. 
Durante a reprodução, algumas espécies demonstram comportamentos de agregação. Em Onchidoris bilamellata, por exemplo, foi observado um deslocamento vertical ao longo da estação, possivelmente relacionado à maturação sexual. Além disso, o seguimento de trilhas de muco deixadas por outros indivíduos pode facilitar o encontro entre parceiros, um comportamento importante para hermafroditas que necessitam de cópula. 
Estudos de campo com Tritonia diomedea também revelaram que a espécie ajusta sua direção de movimento em resposta ao fluxo de água: desloca-se contra a corrente para encontrar parceiros e alimento, e a favor da corrente para fugir de predadores. Tais comportamentos são mediados por múltiplos estímulos sensoriais e mostram como o ambiente influencia as estratégias de navegação desses animais. 

### Relações interespecíficas

#### Predação, especialização alimentar e sequestro de defesas
Nudibrânquios são predadores especializados classificados em quatro grandes categorias: esponjófagos (consumidores especializados de esponjas, briozófagos (consumidores especializados de briozoários), hidrófagos (consumidores especializados de hidrozoários) e um grupo “miscellaneous” que inclui consumidores de cnidários, tunicados, ovos de peixes e até de outros nudibrânquios. 
O comportamento alimentar de nudibrânquios como Tritonia diomedea e T. hombergi foi bem documentado: eles começam com movimentos exploratórios (balanço da cabeça e do véu oral), seguidos pela extrusão da massa bucal, mordidas repetidas para cortar partes da presa, e ingestão coordenada pela rádula, em três fases distintas (separação dos lobos, retração e transferência ao esôfago).  
A maioria dos nudibrânquios não produz suas próprias toxinas, na verdade, ao consumirem cnidários, nudibrânquios do grupo aeolídeo — como Aeolidia, Berghia e Spurilla, por exemplo— sequestram nematocistos intactos dos tecidos da presa, que não são ativados nem destruídos pelas enzimas digestivas do nudibrânquio, graças à presença de muco e outras substâncias protetoras que o animal produz para evitar a descarga acidental dessas organelas urticantes dentro de seu próprio corpo. Após resistirem à digestão, os nematocistos são seletivamente reconhecidos por células especializadas, que os englobam e transportam por via intracelular até os cnidosacos — estruturas localizadas na extremidade distal dos cerata —, armazenando-os para defesa ativa, processo chamado cleptocnidia  . Esponjófagos, por sua vez, acumulam toxinas ou metabólitos secundários das esponjas, por exemplo, Notodoris citrina retém imidazóis da esponja Leucetta, enquanto Phyllidia pustulosa acumula sesquiterpenos da esponja Acanthella .
Essas adaptações químicas permitem que, mesmo sem estruturas físicas de ataque, os nudibrânquios se destaquem em sua defesa contra predadores.

#### Defesa passiva e advertência visual
A coloração vibrante de várias espécies serve como advertência visual (aposematismo), sinalizando a presença de defesas químicas — frequentemente considerada uma combinação eficaz para desencorajar predadores .

#### Mutualismo e simbiose fotossintética
Espécies como Pteraeolidia ianthina mantêm simbiontes fotossintetizantes (zooxantelas) em seus cerata após consumir hidróforos, aproveitando nutrientes gerados durante a fotossíntese . Além disso, Rostanga alisae apresenta múltiplas associações bacterianas simbióticas que podem contribuir com sua ecologia .

### Espécies brasileiras
Diversas espécies de nudibrânquios ocorrem na costa brasileira, com interações ecológicas que refletem sua diversidade de estratégias alimentares e de defesa.
Spurilla braziliana é uma espécie comum em zonas arrecifais do Brasil. Alimenta-se de cnidários e é capaz de sequestrar seus nematocistos, armazenando-os nos cerata para utilizar como mecanismo de defesa contra predadores — um exemplo clássico de sequestro funcional de estruturas urticantes. 
Knoutsodonta brasiliensis se alimenta do briozoário Parasmittina protecta, sobre o qual também deposita seus ovos. Essa interação mostra uma forte relação trófica e reprodutiva com substratos específicos, sendo um exemplo de especialização ecológica associada ao grupo dos briozófagos. 
Chromodoris paulomarcioi, pertencente à família Chromodorididae, foi descrita em associação com esponjas marinhas — fontes potenciais de compostos químicos tóxicos que esses nudibrânquios acumulam em seus tecidos como estratégia de defesa. Esse comportamento reforça a importância das relações tróficas na aquisição de defesas secundárias. 
Berghia rissodominguezi, registrada em Santa Catarina, é uma espécie que se alimenta de anêmonas-do-mar. Um aspecto comportamental notável é o registro de predação social, em que indivíduos se agrupam para consumir a mesma presa, o que é incomum entre moluscos e nudibrânquios, e representa um comportamento colaborativo raro nesse grupo. 